# Regionalne rozgrywki piłkarskie w Czechach
Regionalne rozgrywki piłkarskie w Czechach (czes.: Krajské přebory) – piąta w hierarchii klasa rozgrywek piłkarskich w Czechach. Składa się na nie 14 lig, z których każda przypisana jest do poszczególnego kraju. Rozgrywki toczone są systemem ligowym, metodą każdy z każdym, mecz i rewanż w cyklu jesień-wiosna. Zwycięzcy każdej z lig awansują bezpośrednio do wyższej klasy rozgrywkowej (odpowiednio do dywizji A, B, C, D lub E). Zespoły z końcowych miejsc w tabeli spadają do I. klasy A.

## Lista lig regionalnych w Czechach
- Liga praska
- Liga kraju środkowoczeskiego
- Liga kraju południowoczeskiego
- Liga kraju pilzneńskiego
- Liga kraju karlowarskiego
- Liga kraju usteckiego
- Liga kraju libereckiego
- Liga kraju hradeckiego
- Liga kraju pardubickiego
- Liga wysoczyzny
- Liga kraju południowomorawskiego
- Liga kraju ołomunieckiego
- Liga kraju morawsko-śląskiego
- Liga kraju zlińskiego